# 24 Heures du Mans 1988
Navigation
Édition précédente Édition suivante
Les 24 Heures du Mans 1988 sont la 56e édition de l'épreuve et se déroulent les 11 et 12 juin 1988 sur le circuit de la Sarthe. Cette course est la cinquième manche du Championnat du monde des voitures de sport 1988 (WSC - World Sportscar Championship).

## Nombre de pilotes qualifiés pour la course
148 pilotes se qualifient pour la cinquante-sixième édition de ces 24 Heures du Mans mais ce sont 140 d'entre eux qui prendront le départ de l'épreuve à la suite du retrait de trois voitures.
| 34 Français   | 30 Britanniques | 16 Japonais | 11 Américains | 11 Italiens |
| 10 Allemands  | 6 Belges        | 5 Suisses   | 3 Australiens | 3 Danois    |
| 3 Irlandais   | 3 Sud-Africains | 3 Suédois   | 2 Autrichiens | 1 Brésilien |
| 1 Canadien    | 1 Chilien       | 1 Espagnol  | 1 Grec        | 1 Marocain  |
| 1 Néerlandais | 1 Norvégien     |             |               |             |

## Déroulement de la course

### Classements intermédiaires
| Pos. | Après la 1re heure | Après la 1re heure                                                                        | Après 6 heures | Après 6 heures                                                                            | Après 12 heures | Après 12 heures                                                                           | Après 18 heures | Après 18 heures                                                                           |
| Pos. | n°                 | Voiture / Pilotes                                                                         | n°             | Voiture / Pilotes                                                                         | n°              | Voiture / Pilotes                                                                         | n°              | Voiture / Pilotes                                                                         |
| ---- | ------------------ | ----------------------------------------------------------------------------------------- | -------------- | ----------------------------------------------------------------------------------------- | --------------- | ----------------------------------------------------------------------------------------- | --------------- | ----------------------------------------------------------------------------------------- |
| 1    | 2                  | Silk Cut Jaguar ( Tom Walkinshaw Racing) Jaguar XJR-9LM (C1) Lammers - Dumfries - Wallace | 18             | Porsche AG Porsche 962C (C1) Wollek - van der Merwe - Schuppan                            | 2               | Silk Cut Jaguar ( Tom Walkinshaw Racing) Jaguar XJR-9LM (C1) Lammers - Dumfries - Wallace | 2               | Silk Cut Jaguar ( Tom Walkinshaw Racing) Jaguar XJR-9LM (C1) Lammers - Dumfries - Wallace |
| 2    | 17                 | Porsche AG Porsche 962C (C1) Stuck - Ludwig - Bell                                        | 2              | Silk Cut Jaguar ( Tom Walkinshaw Racing) Jaguar XJR-9LM (C1) Lammers - Dumfries - Wallace | 17              | Porsche AG Porsche 962C (C1) Stuck - Ludwig - Bell                                        | 17              | Porsche AG Porsche 962C (C1) Stuck - Ludwig - Bell                                        |
| 3    | 19                 | Porsche AG Porsche 962C (C1) Andretti - Andretti - Andretti                               | 19             | Porsche AG Porsche 962C (C1) Andretti - Andretti - Andretti                               | 1               | Silk Cut Jaguar ( Tom Walkinshaw Racing) Jaguar XJR-9LM (C1) Brundle - Nielsen            | 1               | Silk Cut Jaguar ( Tom Walkinshaw Racing) Jaguar XJR-9LM (C1) Brundle - Nielsen            |
| 4    | 18                 | Porsche AG Porsche 962C (C1) Wollek - van der Merwe - Schuppan                            | 21             | Silk Cut Jaguar ( Tom Walkinshaw Racing) Jaguar XJR-9LM (C1) Sullivan - Jones - Cobb      | 19              | Porsche AG Porsche 962C (C1) Andretti - Andretti - Andretti                               | 8               | Joest Racing Porsche 962C (C1) Jelinski - Krages - Dickens                                |
| 5    | 3                  | Silk Cut Jaguar ( Tom Walkinshaw Racing) Jaguar XJR-9LM (C1) Watson - Boesel - Pescarolo  | 17             | Porsche AG Porsche 962C (C1) Stuck - Ludwig - Bell                                        | 8               | Joest Racing Porsche 962C (C1) Jelinski - Krages - Dickens                                | 22              | Silk Cut Jaguar ( Tom Walkinshaw Racing) Jaguar XJR-9LM (C1) Daly - Cogan - Perkins       |

### Classement final de la course

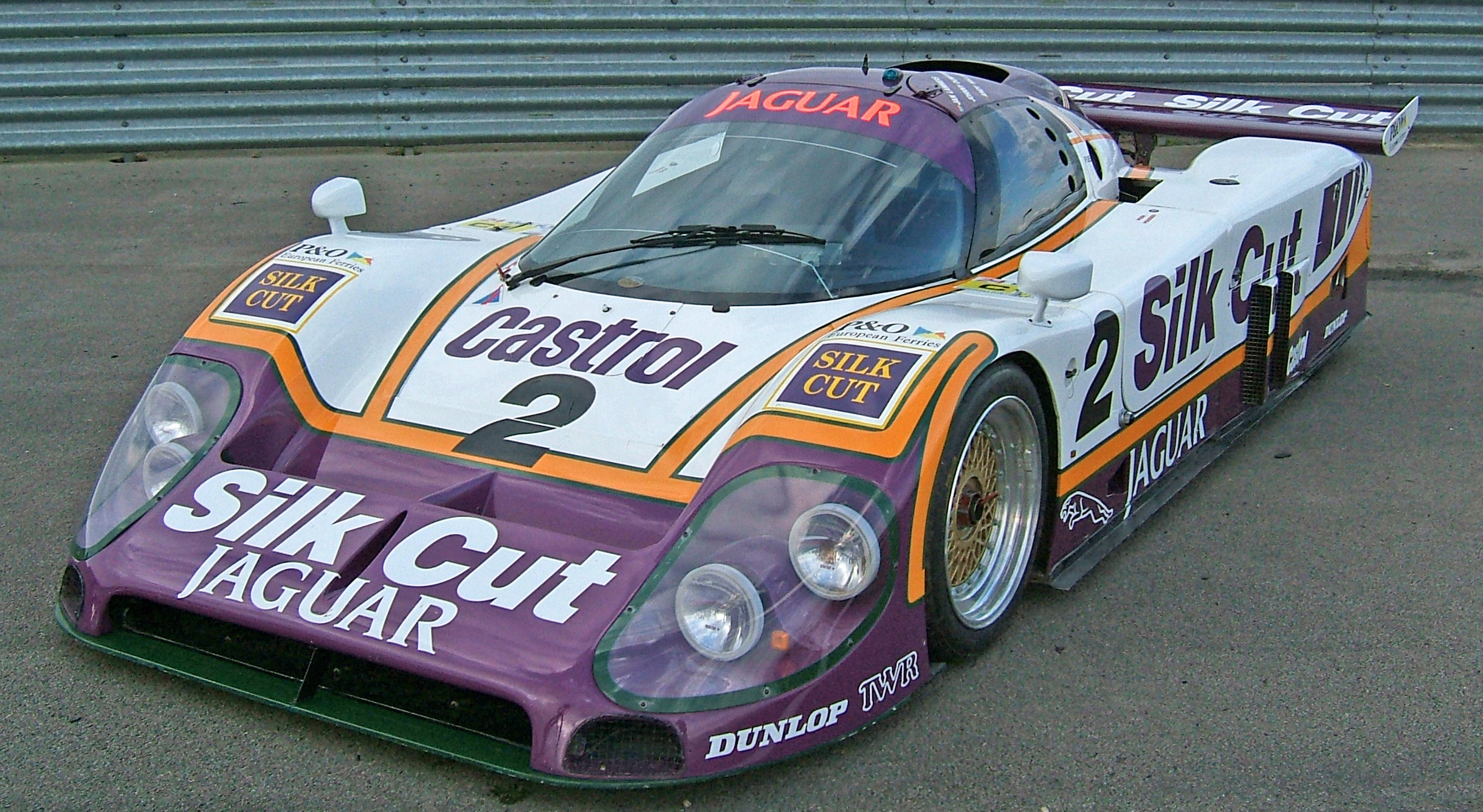
La Jaguar XJR-9 LM ayant remporté les 24 Heures du Mans.

Voici le classement officiel au terme des 24 heures de course,,.
- Les vainqueurs de chaque catégorie sont signalés par un fond jauni.
- Pour la colonne Pneus, il faut passer le curseur au-dessus du modèle pour connaître le manufacturier de pneumatiques.

| Pos   | Classe | no  | Écurie                                     | Pilotes                                                     | Châssis                            | Pneus | Tours | Temps                 |
| Pos   | Classe | no  | Écurie                                     | Pilotes                                                     | Moteur                             | Pneus | Tours | Temps                 |
| ----- | ------ | --- | ------------------------------------------ | ----------------------------------------------------------- | ---------------------------------- | ----- | ----- | --------------------- |
| 1     | C1     | 2   | Silk Cut Jaguar ( Tom Walkinshaw Racing)   | Jan Lammers Johnny Dumfries Andy Wallace                    | Jaguar XJR-9 LM                    | D     | 394   | 24 h 03 min 28 s 260  |
| 1     | C1     | 2   | Silk Cut Jaguar ( Tom Walkinshaw Racing)   | Jan Lammers Johnny Dumfries Andy Wallace                    | Jaguar 7.0L V12 Atmo               | D     | 394   | 24 h 03 min 28 s 260  |
| 2     | C1     | 17  | Porsche AG                                 | Hans Joachim Stuck Klaus Ludwig Derek Bell                  | Porsche 962C                       | D     | 394   | +2 min 36 s 850       |
| 2     | C1     | 17  | Porsche AG                                 | Hans Joachim Stuck Klaus Ludwig Derek Bell                  | Porsche Type-935 3.0L Flat-6 Turbo | D     | 394   | +2 min 36 s 850       |
| 3     | C1     | 8   | Blaupunkt Joest Racing                     | Frank Jelinski Louis Krages Stanley Dickens                 | Porsche 962C                       | G     | 385   | + 9 tours             |
| 3     | C1     | 8   | Blaupunkt Joest Racing                     | Frank Jelinski Louis Krages Stanley Dickens                 | Porsche Type-935 2.8L Flat-6 Turbo | G     | 385   | + 9 tours             |
| 4     | C1     | 22  | Silk Cut Jaguar ( Tom Walkinshaw Racing)   | Derek Daly Kevin Cogan Larry Perkins                        | Jaguar XJR-9 LM                    | D     | 383   | + 11 tours            |
| 4     | C1     | 22  | Silk Cut Jaguar ( Tom Walkinshaw Racing)   | Derek Daly Kevin Cogan Larry Perkins                        | Jaguar 7.0L V12 Atmo               | D     | 383   | + 11 tours            |
| 5     | C1     | 7   | Blaupunkt Joest Racing                     | David Hobbs Didier Theys Franz Konrad                       | Porsche 962C                       | G     | 380   | + 14 tours            |
| 5     | C1     | 7   | Blaupunkt Joest Racing                     | David Hobbs Didier Theys Franz Konrad                       | Porsche Type-935 2.8L Flat-6 Turbo | G     | 380   | + 14 tours            |
| 6     | C1     | 19  | Porsche AG                                 | Mario Andretti Michael Andretti John Andretti               | Porsche 962C                       | D     | 375   | + 19 tours            |
| 6     | C1     | 19  | Porsche AG                                 | Mario Andretti Michael Andretti John Andretti               | Porsche Type-935 3.0L Flat-6 Turbo | D     | 375   | + 19 tours            |
| 7     | C1     | 5   | Repsol Brun Motorsport                     | Jesús Pareja Massimo Sigala Uwe Schäfer                     | Porsche 962C                       | M     | 372   | + 22 tours            |
| 7     | C1     | 5   | Repsol Brun Motorsport                     | Jesús Pareja Massimo Sigala Uwe Schäfer                     | Porsche Type-935 3.0L Flat-6 Turbo | M     | 372   | + 22 tours            |
| 8     | C1     | 11  | Leyton House Kremer                        | Kris Nissen Harald Grohs George Fouché                      | Porsche 962C                       | Y     | 371   | + 23 tours            |
| 8     | C1     | 11  | Leyton House Kremer                        | Kris Nissen Harald Grohs George Fouché                      | Porsche Type-935 3.0L Flat-6 Turbo | Y     | 371   | + 23 tours            |
| 9     | C1     | 10  | Kenwood Kremer                             | Kunimitsu Takahashi Hideki Okada Bruno Giacomelli           | Porsche 962CK6                     | Y     | 370   | + 24 tours            |
| 9     | C1     | 10  | Kenwood Kremer                             | Kunimitsu Takahashi Hideki Okada Bruno Giacomelli           | Porsche Type-935 2.8L Flat-6 Turbo | Y     | 370   | + 24 tours            |
| 10    | C1     | 33  | Takefuji (en)-Schuppan Racing Team         | Brian Redman Eje Elgh Jean-Pierre Jarier                    | Porsche 962C                       | D     | 359   | + 35 tours            |
| 10    | C1     | 33  | Takefuji (en)-Schuppan Racing Team         | Brian Redman Eje Elgh Jean-Pierre Jarier                    | Porsche Type-935 3.0L Flat-6 Turbo | D     | 359   | + 35 tours            |
| 11    | C1     | 72  | Primagaz Compétition ( Team Obermaier)     | Jürgen Lässig Pierre Yver Dudley Wood                       | Porsche 962C                       | G     | 356   | + 38 tours            |
| 11    | C1     | 72  | Primagaz Compétition ( Team Obermaier)     | Jürgen Lässig Pierre Yver Dudley Wood                       | Porsche Type-935 2.8L Flat-6 Turbo | G     | 356   | + 38 tours            |
| 12    | C1     | 36  | Toyota Team Tom's                          | Geoff Lees Masanori Sekiya Kaoru Hoshino                    | Toyota 88C                         | B     | 351   | + 43 tours            |
| 12    | C1     | 36  | Toyota Team Tom's                          | Geoff Lees Masanori Sekiya Kaoru Hoshino                    | Toyota 3S-GT 2.1L I4 Turbo         | B     | 351   | + 43 tours            |
| 13    | C2     | 111 | BP Spice Engineering                       | Ray Bellm Gordon Spice Pierre de Thoisy                     | Spice SE88C                        | G     | 351   | + 43 tours            |
| 13    | C2     | 111 | BP Spice Engineering                       | Ray Bellm Gordon Spice Pierre de Thoisy                     | Ford Cosworth DFL 3.3L V8 Atmo     | G     | 351   | + 43 tours            |
| 14    | C1     | 32  | Nissan Motorsports                         | Allan Grice (en) Mike Wilds Win Percy                       | Nissan R88C                        | B     | 344   | + 50 tours            |
| 14    | C1     | 32  | Nissan Motorsports                         | Allan Grice (en) Mike Wilds Win Percy                       | Nissan VRH30 3.0L V8 Turbo         | B     | 344   | + 50 tours            |
| 15    | GTP    | 203 | Mazdaspeed Co. Ltd.                        | Yojiro Terada David Kennedy Pierre Dieudonné                | Mazda 757                          | D     | 337   | + 57 tours            |
| 15    | GTP    | 203 | Mazdaspeed Co. Ltd.                        | Yojiro Terada David Kennedy Pierre Dieudonné                | Mazda 13J 2.0L 3-Rotor             | D     | 337   | + 57 tours            |
| 16    | C1     | 21  | Silk Cut Jaguar ( Tom Walkinshaw Racing)   | Danny Sullivan Davy Jones Price Cobb                        | Jaguar XJR-9LM                     | D     | 331   | + 63 tours            |
| 16    | C1     | 21  | Silk Cut Jaguar ( Tom Walkinshaw Racing)   | Danny Sullivan Davy Jones Price Cobb                        | Jaguar 7.0L V12 Atmo               | D     | 331   | + 63 tours            |
| 17    | GTP    | 201 | Mazdaspeed Co. Ltd.                        | Yoshimi Katayama David Leslie Marc Duez                     | Mazda 767                          | D     | 330   | + 64 tours            |
| 17    | GTP    | 201 | Mazdaspeed Co. Ltd.                        | Yoshimi Katayama David Leslie Marc Duez                     | Mazda 13J 2.6L 4-Rotor             | D     | 330   | + 64 tours            |
| 18    | C2     | 115 | ADA Engineering                            | Ian Harrower Jiro Joneyama Hideo Fukuyama                   | ADA 03                             | G     | 318   | + 76 tours            |
| 18    | C2     | 115 | ADA Engineering                            | Ian Harrower Jiro Joneyama Hideo Fukuyama                   | Ford Cosworth DFL 3.3L V8 Atmo     | G     | 318   | + 76 tours            |
| 19    | GTP    | 202 | Mazdaspeed Co. Ltd.                        | Takashi Yorino Hervé Regout Will Hoy                        | Mazda 767                          | D     | 305   | + 89 tours            |
| 19    | GTP    | 202 | Mazdaspeed Co. Ltd.                        | Takashi Yorino Hervé Regout Will Hoy                        | Mazda 13J 2.6L 4-Rotor             | D     | 305   | + 89 tours            |
| 20    | C2     | 123 | Charles Ivey Racing                        | Tim Harvey (en) Chris Hodgetts John Sheldon                 | Tiga GC287                         | D     | 301   | + 93 tours            |
| 20    | C2     | 123 | Charles Ivey Racing                        | Tim Harvey (en) Chris Hodgetts John Sheldon                 | Porsche Type-935 2.8L Flat-6 Turbo | D     | 301   | + 93 tours            |
| 21    | C2     | 124 | MT Sport Racing                            | Jean Messaoudi Pierre-François Rousselot (de) Jean-Luc Roy  | Argo JM19C                         | A     | 300   | + 94 tours            |
| 21    | C2     | 124 | MT Sport Racing                            | Jean Messaoudi Pierre-François Rousselot (de) Jean-Luc Roy  | Ford Cosworth DFL 3.3L V8 Atmo     | A     | 300   | + 94 tours            |
| 22    | C2     | 177 | Louis Descartes                            | Jacques Heuclin Louis Descartes Dominique Lacaud            | ALD 04                             | A     | 294   | + 100 tours           |
| 22    | C2     | 177 | Louis Descartes                            | Jacques Heuclin Louis Descartes Dominique Lacaud            | BMW M80 3.5L I6 Atmo               | A     | 294   | + 100 tours           |
| 23    | C2     | 198 | Roy Baker Racing                           | Mike Allison David Andrews Steve Hynes                      | Tiga GC286                         | D     | 294   | + 100 tours           |
| 23    | C2     | 198 | Roy Baker Racing                           | Mike Allison David Andrews Steve Hynes                      | Ford Cosworth DFL 3.3L V8 Atmo     | D     | 294   | + 100 tours           |
| 24    | C1     | 37  | Toyota Team Tom's                          | Paolo Barilla Hitoshi Ogawa Tiff Needell                    | Toyota 88C                         | B     | 283   | + 111 tours           |
| 24    | C1     | 37  | Toyota Team Tom's                          | Paolo Barilla Hitoshi Ogawa Tiff Needell                    | Toyota 3S-GT 2.1L I4 Turbo         | B     | 283   | + 111 tours           |
| 25    | C1     | 117 | Team Lucky Strike Schanche                 | Martin Schanche Robin Smith (de) Robin Donovan              | Argo JM19C                         | G     | 278   | + 116 tours           |
| 25    | C1     | 117 | Team Lucky Strike Schanche                 | Martin Schanche Robin Smith (de) Robin Donovan              | Ford Cosworth DFL 3.5L V8 Atmo     | G     | 278   | + 116 tours           |
| N. c. | C2     | 113 | Primagaz Compétition (Courage Compétition) | Max Cohen-Olivar Patrick de Radiguès                        | Cougar C12                         | A     | 273   | + 121 tours           |
| N. c. | C2     | 113 | Primagaz Compétition (Courage Compétition) | Max Cohen-Olivar Patrick de Radiguès                        | Ford Cosworth DFL 3.3L V8 Atmo     | A     | 273   | + 121 tours           |
| N. c. | C2     | 151 | Pierre-Alain Lombardi                      | Pierre-Alain Lombardi Bruno Sotty                           | Rondeau M379                       | A     | 271   | + 123 tours           |
| N. c. | C2     | 151 | Pierre-Alain Lombardi                      | Pierre-Alain Lombardi Bruno Sotty                           | Ford Cosworth DFL 3.3L V8 Atmo     | A     | 271   | + 123 tours           |
| Abd.  | C1     | 1   | Silk Cut Jaguar ( Tom Walkinshaw Racing)   | Martin Brundle John Nielsen                                 | Jaguar XJR-9 LM                    | D     | 306   | Culasse               |
| Abd.  | C1     | 1   | Silk Cut Jaguar ( Tom Walkinshaw Racing)   | Martin Brundle John Nielsen                                 | Jaguar 7.0L V12 Atmo               | D     | 306   | Culasse               |
| Abd.  | C1     | 23  | Nissan Motorsports                         | Kazuyoshi Hoshino Takao Wada Aguri Suzuki                   | Nissan R88C                        | B     | 286   | Moteur                |
| Abd.  | C1     | 23  | Nissan Motorsports                         | Kazuyoshi Hoshino Takao Wada Aguri Suzuki                   | Nissan VRH30 3.0L V8 Turbo         | B     | 286   | Moteur                |
| Abd.  | C2     | 103 | BP Spice Engineering                       | Almo Coppelli Thorkild Thyrring Eliseo Salazar              | Spice SE88C                        | G     | 281   | Moteur                |
| Abd.  | C2     | 103 | BP Spice Engineering                       | Almo Coppelli Thorkild Thyrring Eliseo Salazar              | Ford Cosworth DFL 3.3L V8 Atmo     | G     | 281   | Moteur                |
| Abd.  | C2     | 131 | Graff Racing                               | Jean-Philippe Grand Jacques Terrien Maurice Guenoun         | Spice SE87C                        | A     | 263   | Montage moteur        |
| Abd.  | C2     | 131 | Graff Racing                               | Jean-Philippe Grand Jacques Terrien Maurice Guenoun         | Ford Cosworth DFL 3.3L V8 Atmo     | A     | 263   | Montage moteur        |
| Abd.  | C1     | 24  | Dollop Racing                              | Nicola Marozzo (en) Jean-Pierre Frey Ranieri Randaccio      | Lancia LC2                         | D     | 255   | Moteur                |
| Abd.  | C1     | 24  | Dollop Racing                              | Nicola Marozzo (en) Jean-Pierre Frey Ranieri Randaccio      | Ferrari 308C 3.0L V8 Turbo         | D     | 255   | Moteur                |
| Abd.  | C2     | 127 | Chamberlain Engineering                    | Nick Adams Martin Birrane (en) Richard Jones (de)           | Spice SE86C                        | A     | 223   | Boite de vitesses     |
| Abd.  | C2     | 127 | Chamberlain Engineering                    | Nick Adams Martin Birrane (en) Richard Jones (de)           | Hart 418T 1.8L I4 Turbo            | A     | 223   | Boite de vitesses     |
| Abd.  | C1     | 18  | Porsche AG                                 | Bob Wollek Sarel van der Merwe Vern Schuppan                | Porsche 962C                       | D     | 192   | Moteur                |
| Abd.  | C1     | 18  | Porsche AG                                 | Bob Wollek Sarel van der Merwe Vern Schuppan                | Porsche Type-935 3.0L Flat-6 Turbo | D     | 192   | Moteur                |
| Abd.  | C1     | 42  | Noël del Bello Racing                      | Bernard Santal Noël del Bello (de) Bernard de Dryver        | Sauber C8                          | G     | 157   | Moteur                |
| Abd.  | C1     | 42  | Noël del Bello Racing                      | Bernard Santal Noël del Bello (de) Bernard de Dryver        | Mercedes-Benz M117 5.0L V8 Turbo   | G     | 157   | Moteur                |
| Abd.  | C2     | 121 | Cosmik-GP Motorsport                       | Costas Los Wayne Taylor Evan Clements (de)                  | Spice SE87C                        | G     | 145   | Embrayage             |
| Abd.  | C2     | 121 | Cosmik-GP Motorsport                       | Costas Los Wayne Taylor Evan Clements (de)                  | Ford Cosworth DFL 3.3L V8 Atmo     | G     | 145   | Embrayage             |
| Abd.  | C2     | 191 | PC Automotive                              | Olindo Iacobelli Alain Iannetta John Graham                 | Argo JM19C                         | G     | 130   | Batterie              |
| Abd.  | C2     | 191 | PC Automotive                              | Olindo Iacobelli Alain Iannetta John Graham                 | Ford Cosworth DFL 3.3L V8 Atmo     | G     | 130   | Batterie              |
| Abd.  | C1     | 3   | Silk Cut Jaguar ( Tom Walkinshaw Racing)   | John Watson Raul Boesel Henri Pescarolo                     | Jaguar XJR-9 LM                    | D     | 129   | Boite de vitesses     |
| Abd.  | C1     | 3   | Silk Cut Jaguar ( Tom Walkinshaw Racing)   | John Watson Raul Boesel Henri Pescarolo                     | Jaguar 7.0L V12 Atmo               | D     | 129   | Boite de vitesses     |
| Abd.  | C1     | 13  | Primagaz Competition (Courage Compétition) | Pierre-Henri Raphanel Michel Ferté                          | Cougar C20B                        | M     | 120   | Incendie au stand     |
| Abd.  | C1     | 13  | Primagaz Competition (Courage Compétition) | Pierre-Henri Raphanel Michel Ferté                          | Porsche Type-935 3.0L Flat-6 Turbo | M     | 120   | Incendie au stand     |
| Abd.  | C2     | 178 | Louis Descartes                            | Sylvain Boulay Gérard Tremblay Michel Lateste (de)          | ALD 04                             | A     | 103   | Moteur                |
| Abd.  | C2     | 178 | Louis Descartes                            | Sylvain Boulay Gérard Tremblay Michel Lateste (de)          | BMW M80 3.5L I6 Atmo               | A     | 103   | Moteur                |
| Abd.  | C1     | 4   | Camel Brun Motorsport                      | Manuel Reuter Walter Lechner Franz Hunkeler                 | Porsche 962C                       | M     | 91    | Accident              |
| Abd.  | C1     | 4   | Camel Brun Motorsport                      | Manuel Reuter Walter Lechner Franz Hunkeler                 | Porsche Type-935 3.0L Flat-6 Turbo | M     | 91    | Accident              |
| Abd.  | C1     | 85  | Italya Sport Team LeMans Co.               | Michel Trollé Toshio Suzuki Danny Ongais                    | March 88S                          | Y     | 74    | Moteur                |
| Abd.  | C1     | 85  | Italya Sport Team LeMans Co.               | Michel Trollé Toshio Suzuki Danny Ongais                    | Nissan VG30ET 3.2L V6 Turbo        | Y     | 74    | Moteur                |
| Abd.  | C1     | 86  | Italya Sport Team LeMans Co.               | Lamberto Leoni Akio Morimoto Anders Olofsson                | March 88S                          | Y     | 69    | Moteur                |
| Abd.  | C1     | 86  | Italya Sport Team LeMans Co.               | Lamberto Leoni Akio Morimoto Anders Olofsson                | Nissan VG30ET 3.2L V6 Turbo        | Y     | 69    | Moteur                |
| Abd.  | C1     | 30  | Courage Compétition                        | Paul Belmondo François Migault Ukyo Katayama                | Cougar C22                         | M     | 66    | Accident              |
| Abd.  | C1     | 30  | Courage Compétition                        | Paul Belmondo François Migault Ukyo Katayama                | Porsche Type-935 2.8L Flat-6 Turbo | M     | 66    | Accident              |
| Abd.  | C1     | 51  | Secateva (WM)                              | Roger Dorchy Claude Haldi Jean-Daniel Raulet                | WM P88                             | M     | 59    | Surchauffe            |
| Abd.  | C1     | 51  | Secateva (WM)                              | Roger Dorchy Claude Haldi Jean-Daniel Raulet                | Peugeot ZNS4 2.8L V6 Turbo         | M     | 59    | Surchauffe            |
| Abd.  | C2     | 132 | Roland Bassaler (de)                       | Jean-François Yver Roland Bassaler (de) Rémy Pochauvin (de) | Sauber SHS C6                      | A     | 53    | Moteur                |
| Abd.  | C2     | 132 | Roland Bassaler (de)                       | Jean-François Yver Roland Bassaler (de) Rémy Pochauvin (de) | BMW M80 3.5L I6 Atmo               | A     | 53    | Moteur                |
| Abd.  | C1     | 52  | Secateva (WM)                              | Pascal Pessiot Jean-Daniel Raulet Claude Haldi              | WM P87                             | M     | 22    | Boite de vitesses     |
| Abd.  | C1     | 52  | Secateva (WM)                              | Pascal Pessiot Jean-Daniel Raulet Claude Haldi              | Peugeot ZNS4 2.8L V6 Turbo         | M     | 22    | Boite de vitesses     |
| Abd.  | C2     | 107 | Chamberlain Engineering                    | Claude Ballot-Léna Jean-Louis Ricci Jean-Claude Andruet     | Spice SE88C                        | A     | 17    | Moteur                |
| Abd.  | C2     | 107 | Chamberlain Engineering                    | Claude Ballot-Léna Jean-Louis Ricci Jean-Claude Andruet     | Ford Cosworth DFL 3.3L V8 Atmo     | A     | 17    | Moteur                |
| Abd.  | C1     | 20  | Team Davey                                 | Tim Lee-Davey Tom Dodd-Noble (de)                           | Tiga GC88                          | D     | 5     | Problèmes électriques |
| Abd.  | C1     | 20  | Team Davey                                 | Tim Lee-Davey Tom Dodd-Noble (de)                           | Ford Cosworth DFL 3.5L V8 Turbo    | D     | 5     | Problèmes électriques |
| Forf. | C2     | 181 | Luigi Taverna Technoracing                 | Luigi Taverna Fabio Magnani Roberto Ragazzi                 | Olmas GLT-200                      | A     | -     | Moteur                |
| Forf. | C2     | 181 | Luigi Taverna Technoracing                 | Luigi Taverna Fabio Magnani Roberto Ragazzi                 | Ford Cosworth DFL 3.3L V8 Atmo     | A     | -     | Moteur                |
| N. p. | C1     | 61  | Team Sauber Mercedes                       | Mauro Baldi James Weaver Jochen Mass                        | Sauber C9                          | M     | -     | Retrait               |
| N. p. | C1     | 61  | Team Sauber Mercedes                       | Mauro Baldi James Weaver Jochen Mass                        | Mercedes-Benz M117 5.0L V8 Turbo   | M     | -     | Retrait               |
| N. p. | C1     | 62  | Team Sauber Mercedes                       | Klaus Niedzwiedz Kenny Acheson                              | Sauber C9                          | M     | -     | Retrait               |
| N. p. | C1     | 62  | Team Sauber Mercedes                       | Klaus Niedzwiedz Kenny Acheson                              | Mercedes-Benz M117 5.0L V8 Turbo   | M     | -     | Retrait               |

Détail :
- La no 113 Cougar C12 et la no 151 Rondeau M379 n'ont pas été classées pour distance parcourue insuffisante (moins de 70 % de la distance parcourue par le 1er de l'épreuve).

## Pole position et record du tour
- Pole position :  Hans Joachim Stuck (no 17 Porsche AG) en 3 min 15 s 64.
- Meilleur tour en course :  Hans Joachim Stuck (no 17 Porsche AG) en 3 min 22 s 50.

## Tours en tête
- no 17 Porsche 962C - Porsche AG : 22 tours (1-6 / 10-12 / 24-26 / 37-40 / 254-255 / 258-261)
- no 2 Jaguar XJR-9 LM - Silk Cut Jaguar : 279 tours (7-9 / 14-23 / 28-36 / 42-50 / 56-61 / 68-73 / 140 / 153-253 / 256-257 / 262-394)
- no 18 Porsche 962C - Porsche AG : 85 tours (13 / 51-53 / 62-67 / 74-95 / 98-139 / 141-152)
- no 19 Porsche 962C - Porsche AG : 6 tours (27 / 41 / 54-55 / 96-97)

## À noter
- Longueur du circuit : 13,535 km
- Distance parcourue : 5 332,780 km
- Vitesse moyenne : 221,665 km/h
- Écart avec le deuxième : 2 min 36 s 85 (Ce sera l'unique fois que l'écart entre les deux premiers sera communiqué en temps plutôt qu'en distance)
- Le record de vitesse absolue est établi sur la ligne droite des Hunaudières par Roger Dorchy avec 407 km/h sur une WM P88 à moteur Peugeot. Ce record ne sera probablement jamais battu, du fait de la construction de chicanes au milieu des Hunaudières en 1990. Afin de vendre sa nouvelle voiture, la 405, Peugeot, dans ses pubs, annoncera 405 km/h.
- 280 000 spectateurs